# Manuel Tena López
Manuel Tena López conocido como Tena (Alcalá de Henares, 3 de febrero de 1978) es un exfutbolista español. Jugaba de defensa central y su primer equipo fue el Real Madrid, retirándose tras finalizar la campaña 2009-10 en el Rayo Vallecano.

## Clubes
- Real Madrid C -  España - 1997-1998
- Real Madrid B -  España - 1998-1999
- Real Madrid -  España - 1999-00
- Real Valladolid -  España - 1999-2000
- Córdoba CF -  España - 2000-2001
- Real Valladolid -  España - 2001-02
- Getafe Club de Fútbol -  España - 2002-2008
- Rayo Vallecano de Madrid -  España - 2008-2010

- Datos: Q361760